# Марти, Хосе Луис
Хосе́ Луи́с Марти́ Соле́р (исп. José Luis Martí Soler; род. 28 апреля 1975[…] или 24 апреля 1975, Пальма) — испанский футболист, выступавший на позиции центрального полузащитника.

## Карьера

### Игровая
Марти начинал карьеру в «Мальорке». В своей карьере он провёл лишь один матч за главную команду — в возрасте 25 лет в игре против «Депортиво Алавес» Хосе появился на поле на последней минуте.
В 2000 году Марти ушёл в «Тенерифе» и помог клубу в сезоне 2000/01 вернуться в Примеру.
В 2003 году Марти перешёл в «Севилью». Он помог андалусийскому клубу дважды подряд (в 2006 и 2007 годах) выиграть Кубок УЕФА, проведя в них 24 игры и забив 2 гола с пенальти. В мае 2007 года Марти продлил контракт с «Севильей» до 2010 года.
В январе 2008 года Хосе был отдан в аренду на полгода в «Реал Сосьедад».
В июле 2008 года Марти вернулся в «Мальорку», став частью сделки по переходу в «Севилью» Фернандо Наварро.

### Тренерская
В ноябре 2015 года Марти стал главным тренером «Тенерифе».

## Достижения
- Обладатель Кубка УЕФА: 2005/06, 2006/07
- Обладатель Суперкубка УЕФА: 2006
- Обладатель Кубка Испании: 2006/07
- Обладатель Суперкубка Испании: 2007